# Producción de discos fonográficos

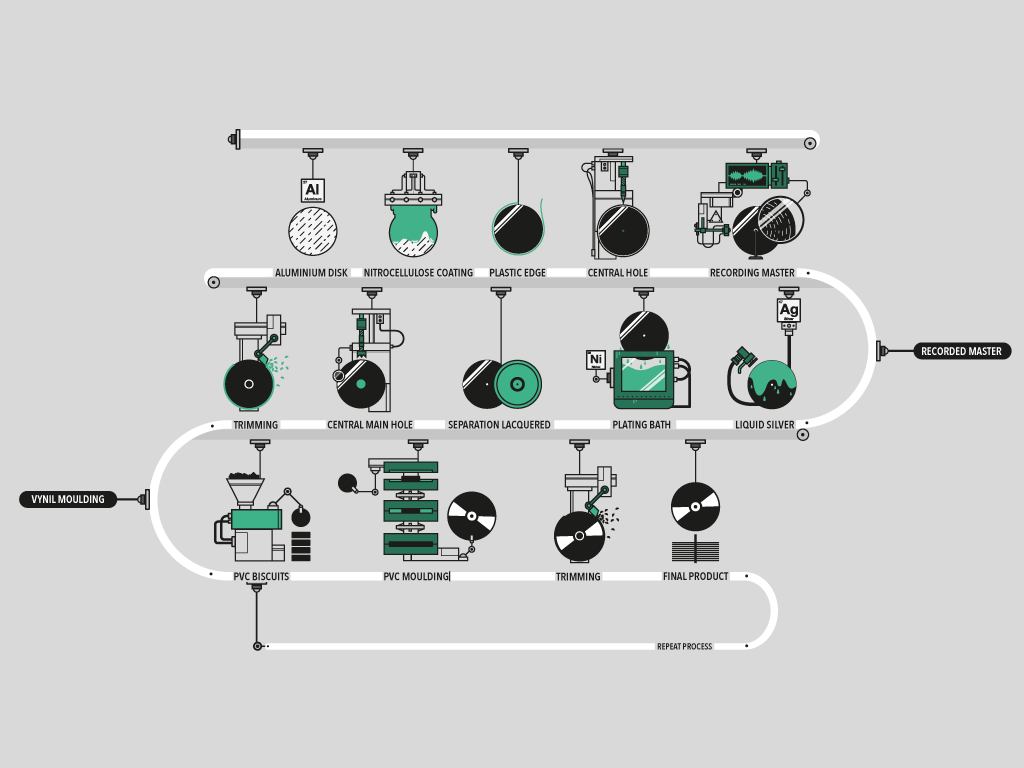
Producción de discos fonográficos

En la producción de discos fonográficos (inicialmente fabricados con goma laca y después con vinilo) el sonido se registra directamente en un disco maestro (también llamado matriz o simplemente máster) en un estudio de grabación. Desde aproximadamente 1950 en adelante (antes para algunas compañías discográficas grandes, más tarde para algunas pequeñas) se hizo habitual que la interpretación se grabara primero en cinta magnetofónica, que podía procesarse y/o editarse antes de ser grabada en el disco maestro.

## Antecedentes
Un torno de discos es una máquina diseñada para grabar analógicamente sonidos en un surco espiral sobre un disco maestro. Las primeras versiones de estos discos maestros estaban recubiertas de cera, sustituida más adelante por laca, un material mucho más duro.
El proceso de masterización era originalmente una especie de arte, ya que el operador tenía que ajustar manualmente los cambios en el sonido que afectaban la amplitud del espaciado entre vueltas del surco en cada rotación. A veces, el ingeniero firmaba su trabajo, o dejaba comentarios humorísticos o crípticos en el área de la ranura de salida, donde era normal rayar o estampar códigos de identificación para distinguir a cada maestro.

## Producción en masa

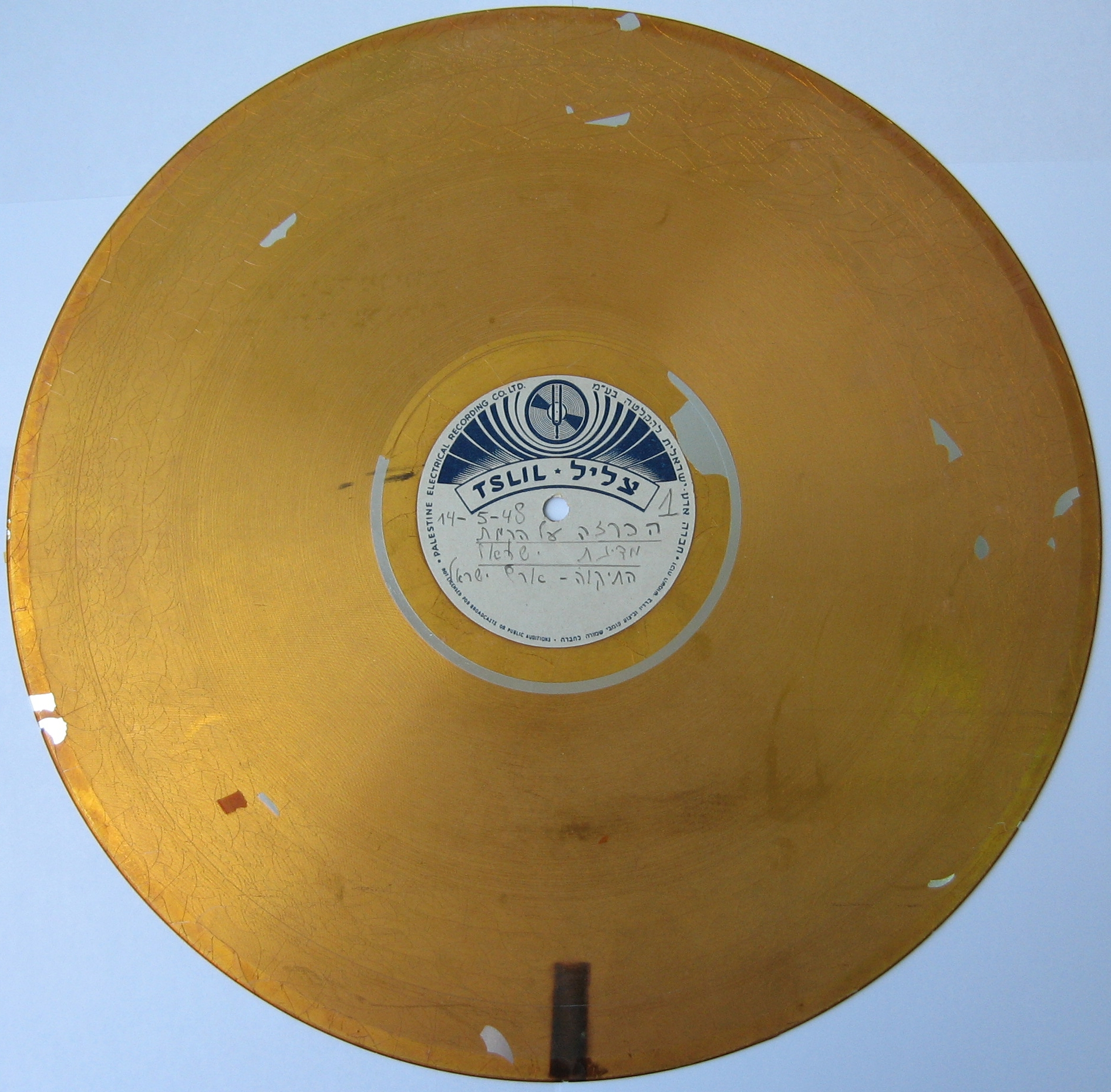
Disco maestro con la declaración de independencia del estado de Israel

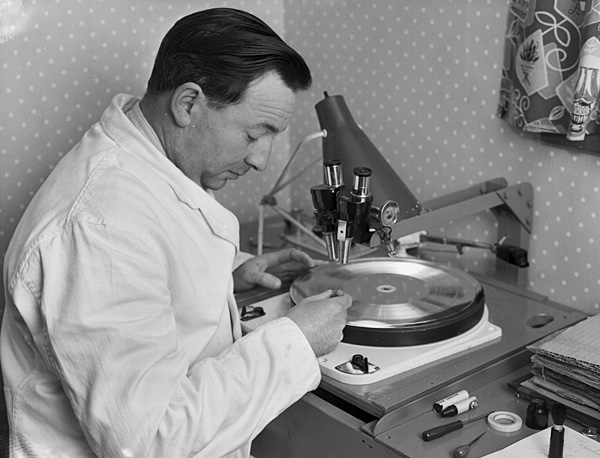
Proceso de revisión de un disco maestro (1959)

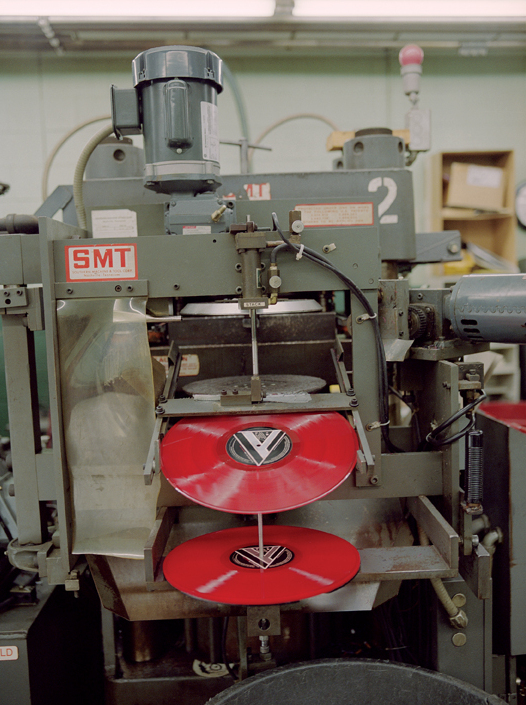
Prensa de vinilos

El delicado disco maestro original se plateaba utilizando el mismo proceso que el plateado de los espejos. Para poder hacer copias, la superficie grabada tenía que hacerse sensible al paso de la corriente eléctrica, para lo que se recubría con grafito en polvo (cuando se usaba cera); o bien se rociaba con una mezcla de saponina, que se enjuagaba y luego se rociaba con cloruro estañoso (cuando se usaba laca). Después de otro enjuague, se rociaba con una mezcla de una solución de plata y un reductor de dextrosa para crear una capa de plata. Este recubrimiento constituía la capa conductora necesaria para transportar la corriente utilizada en el proceso de galvanoplastia posterior, comúnmente empleando una aleación de níquel.
En los primeros tiempos de los registros de microsurcos (1940-1960), el niquelado era breve, y duraba una hora o menos. Más adelante se desarrolló el revestimiento de cobre, que era todavía más rápido y más sencillo de producir. Sin embargo, con la aparición de las soluciones de recubrimiento de sulfamato de níquel, todas las matrices se recubrieron con níquel sólido. La mayoría de las fábricas transferían la matriz maestra después de un niquelado inicial en un baño de galvanoplastia de níquel tibio lento a alrededor de 15 amperios, a un baño de niquelado caliente a 130 grados, en el que la corriente se subía a intervalos regulares hasta alcanzar entre 110 A y 200 A, dependiendo del estándar del equipo y de la habilidad de los operadores. Esta y todas las copias metálicas posteriores reciben el nombre de matrices.
Una vez retirada de la laca, esta copia se convertía en el primer maestro en negativo o matriz maestra, ya que era una copia negativa del original grabado sobre la laca. Inicialmente, el máster negativo se utilizaba como molde para imprimir los discos vendidos al público, pero a medida que crecía la demanda de producción en masa, se añadió otro paso intermedio al proceso industrial.
Después de retirar el depósito de plata y ser neutralizado (véase más adelante), el disco maestro de metal era luego sometido a un proceso de electrodeposición (electroformado) para crear matrices metálicas positivas, o «madres». A partir de estos positivos, se creaban a su vez estampadores (negativos). La producción de madres era similar a la electroformación de discos maestros, excepto que el tiempo necesario para alcanzar la corriente completa era mucho más corto y las madres (más pesadas) se podían producir en tan solo una hora y los estampadores (145 gramos) se podían hacer en 45 minutos.
Antes de platear la matriz de níquel o la madre de níquel, era necesario neutralizarla para evitar que la siguiente matriz se adhiriera a la madre. Para ello, se utilizaron varios métodos: EMI favoreció un método de inmersión en albúmina bastante difícil, mientras que CBS Records y Philips utilizaron el método electrolítico. La inmersión en una solución de dicromato era otro método popular, aunque con este método se corría el riesgo de contaminar la solución de níquel con cromo. El método electrolítico era similar al método estándar de limpieza electrolítica, excepto en que los ciclos se invertían y se terminaba el proceso con la matriz como ánodo, limpiando a su vez la superficie de la matriz a punto de ser copiada. Después de separarse del maestro, se pulía una nueva madre con un abrasivo fino para eliminar (o al menos redondear) los picos microscópicos en la parte superior de los surcos, producidos por el torno de corte. Este proceso permitía que el vinilo fluyera mejor en la etapa de prensado y reducía el problema de la falta de relleno.
Los estampadores producidos por las madres después de la separación se cromaban para obtener una superficie dura. Cada estampador era perforado en su centro. Los métodos utilizados incluyeron alinear el surco cerrado final con respecto a tres pasadores, o desplazar el borde del disco mientras se giraba hasta que se pudieran ver los surcos a través de un microscopio moviéndose uniformemente hacia el centro. Cualquiera de los dos métodos requería bastante habilidad y mucho esfuerzo para ser dominado. El punzón no solo realizaba el orificio central, sino que también conformaba un labio que se usaba para asegurar la matriz en la prensa.
A continuación, se recortaba el estampador a la medida y se lijaba en su parte posterior para asegurar la suavidad del acabado de las molduras y mejorar el contacto entre la estampadora y la matriz de prensa. Luego, el borde se presionaba hidráulicamente para formar otro labio con el fin de sujetar el borde hacia abajo en la prensa. Los estampadores se utilizaban en prensas hidráulicas para moldear los discos LP. Las ventajas de este sistema sobre el sistema más directo anterior incluían la capacidad de hacer una gran cantidad de registros rápidamente mediante el uso de múltiples matrices. Además, se podían producir más copias, ya que los estampadores podrían resultar dañados accidentalmente, pero rara vez se desgastarían.
Dado que el maestro era la fuente única del positivo, hecho para producir las matrices de estampación, se consideraba un elemento de biblioteca. En consecuencia, las matrices necesarias para reemplazar a los positivos gastados, se generaban a partir de los negativos iniciales no utilizados.
El origen de cualquier disco se puede rastrear a través de las identificaciones contenidas en los discos positivos/estampadores utilizados, leyendo las anotaciones que se encuentran en el área comprendida entre el surco final y la etiqueta del disco.

## Embalaje y distribución

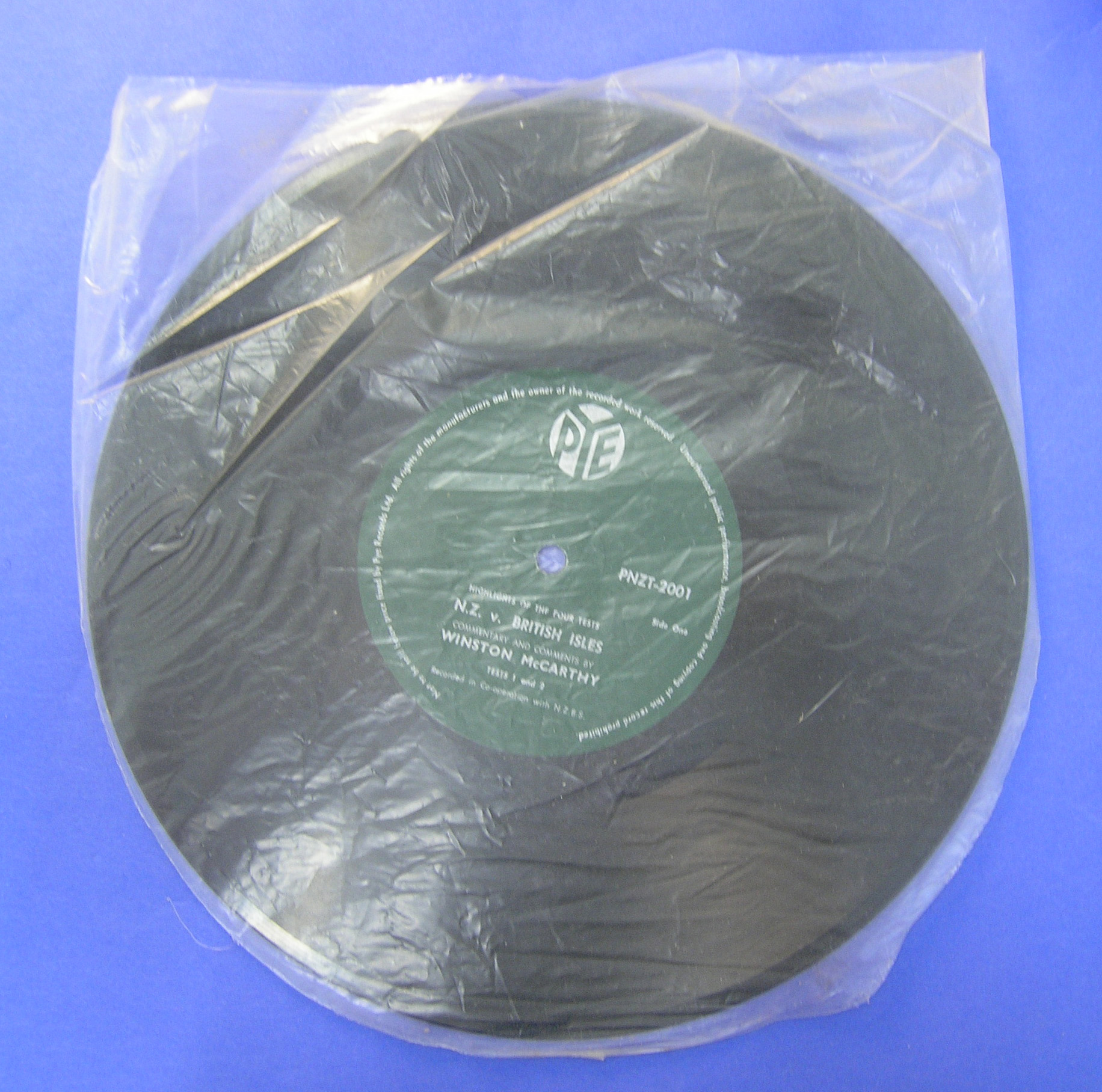
Funda de plástico en forma de «U»

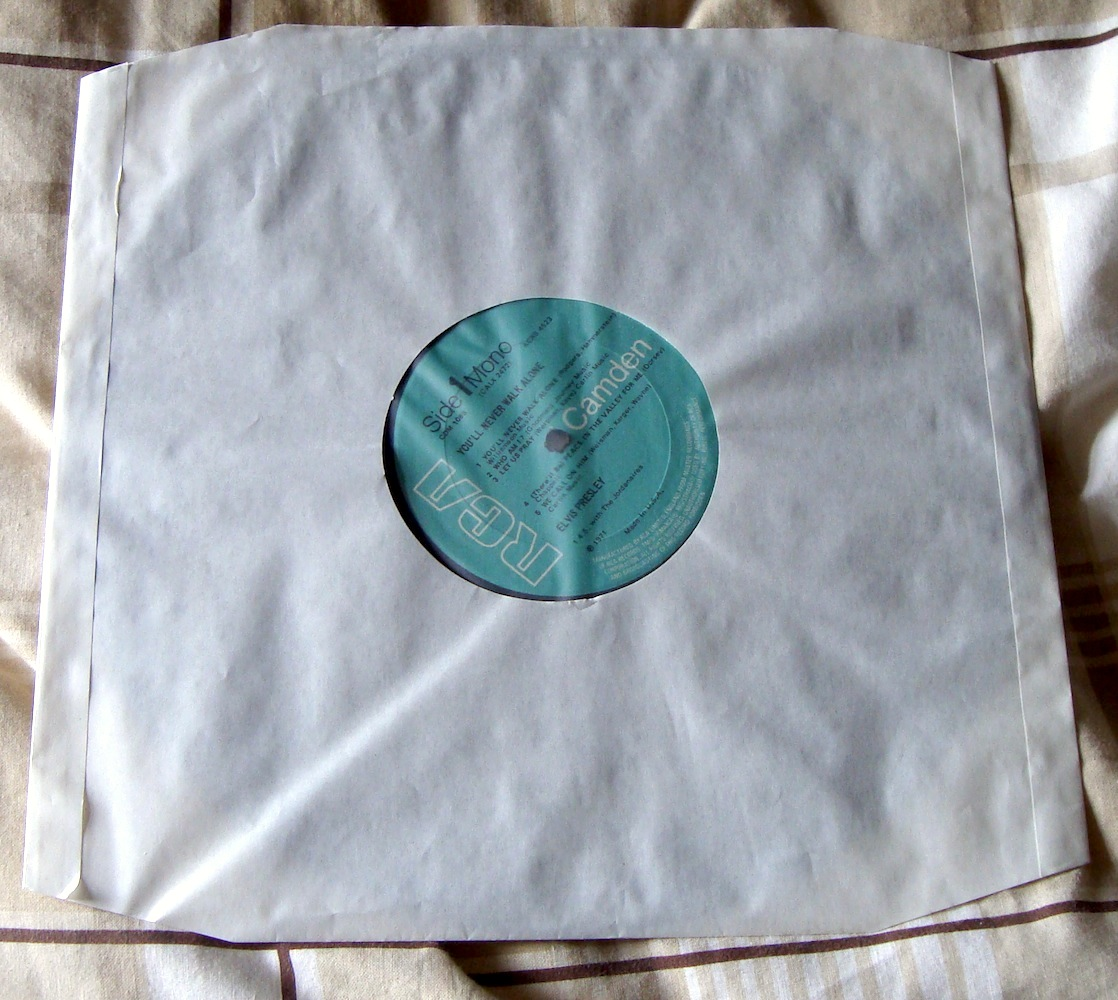
Funda interior de un LP

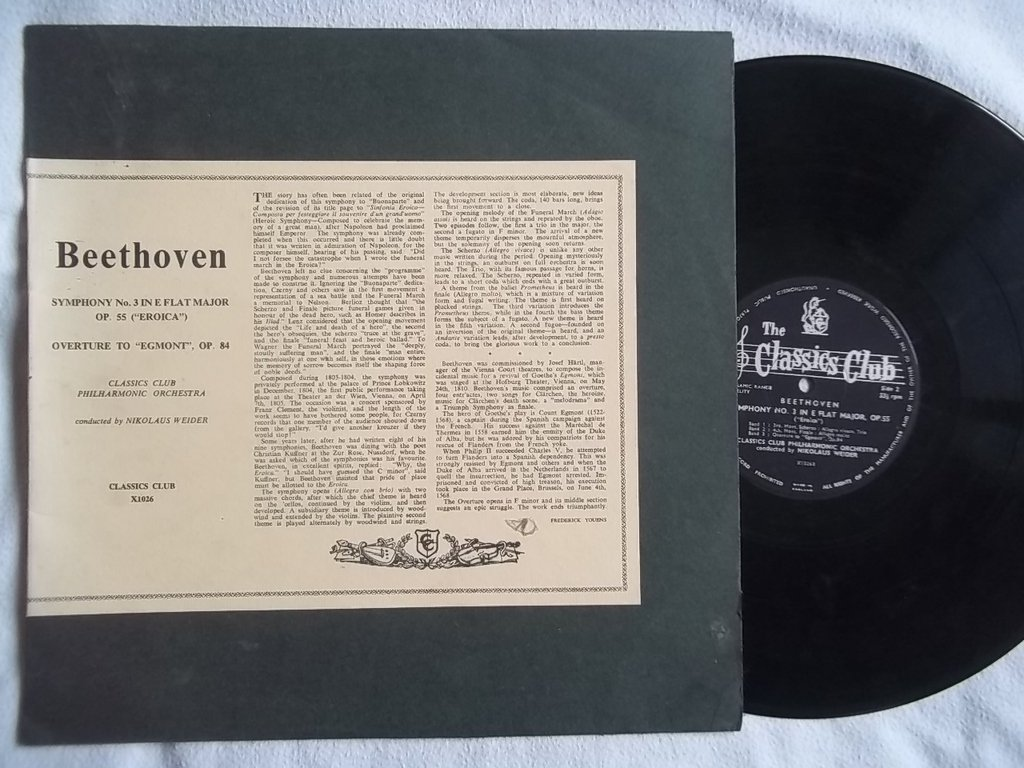
Un vinilo con su funda

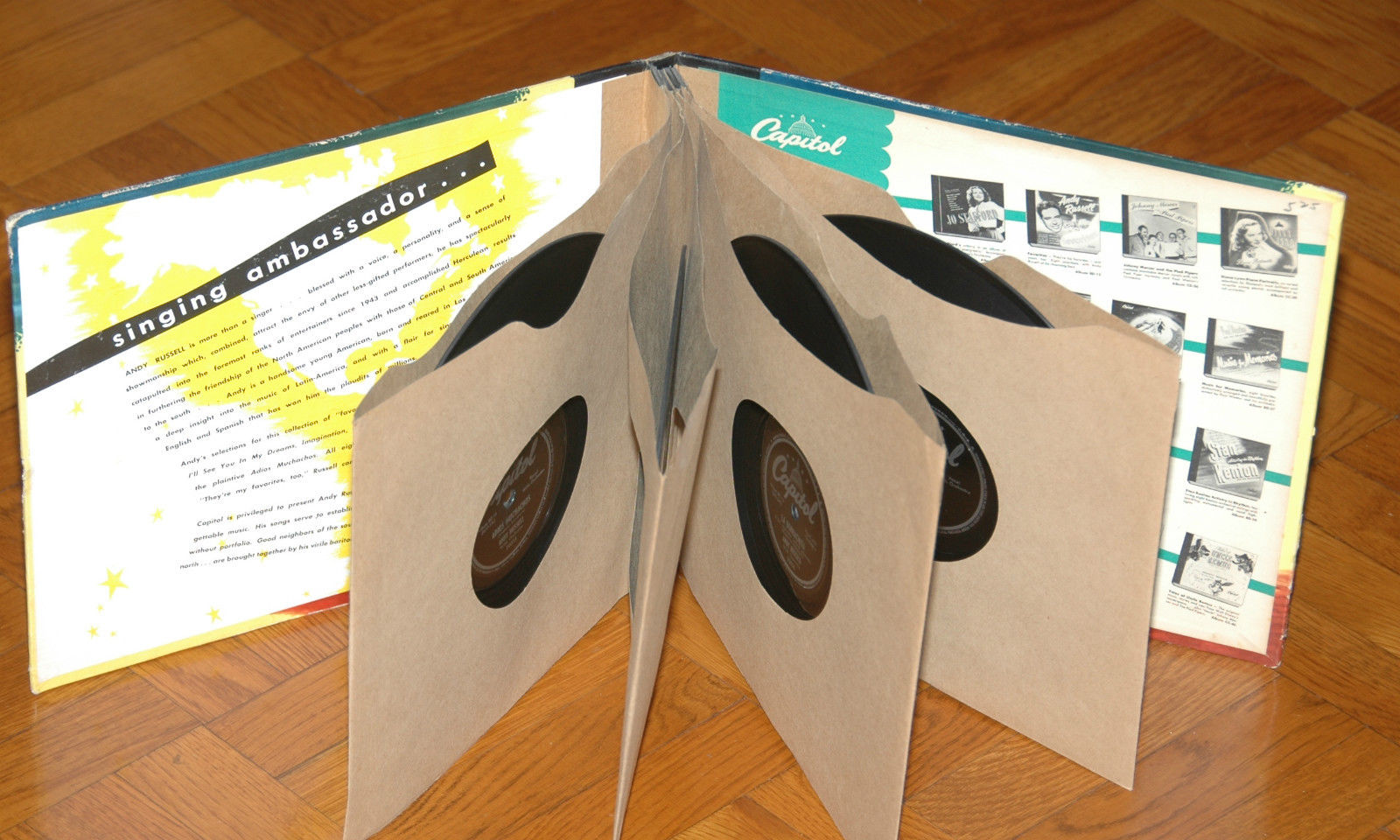
Álbum con tres LP (1943)

Los sencillos se venden normalmente en fundas de papel liso o con el logotipo de la etiqueta, aunque los EP suelen tener una portada de estilo similar a un LP. Los LP se empaquetan universalmente con cubiertas de cartón e incorporan un papel impreso (por lo general, conteniendo ilustraciones, fotografías y/o letras adicionales) o un revestimiento de plástico (o papel «poly-rayado») que protege la delicada superficie del disco. Algunos álbumes disponían en su interior los discos empaquetados con una funda de plástico de polietileno, ya fuese cuadrada o de fondo redondo (también llamada en forma de «U»), y un inserto de papel de 11 x 11 pulgadas (27,9 x 27,9 cm) con ilustraciones, fotografías y/o letras adicionales como el descrito arriba. El inserto puede ser de una o dos caras, en color o en escala de grises, brillante o mate.
Los métodos de embalaje cambiaron desde la introducción del disco LP. La funda «envolvente» o «abatible» se convirtió inicialmente en el método de embalaje estándar para los LP durante la década de 1950. Con este método, la portada se puede imprimir en color, mientras que la contraportada presenta solo texto en negro sobre un fondo blanco. Estas fundas están construidas en dos partes: una sección frontal laminada se envuelve alrededor de un panel posterior separado. Se utilizan tres «solapas» para unir los paneles frontal y posterior juntos en el exterior. Como la sección de la contraportada de cartón sin laminar es propensa a decolorarse debido a la exposición a la luz natural, en algunos casos una sola hoja impresa que contiene la información de la contraportada se pega sobre todo el panel posterior, cubriendo las solapas «envolventes» pero sin llegar al borde exterior, permitiendo así que algunas de las «solapas» laminadas queden expuestas. Si bien la decoloración aún se produce con este método, a menudo es menos evidente que cuando se expone la cubierta trasera de cartón sola. Una característica común de las fundas abatibles en la década de 1960 era que la información específica de las versiones monoaural o estéreo del disco (por lo general, un número de catálogo específico del formato y las palabras «MONO» o «ESTÉREO») se imprimían en la misma portada, y todo el panel frontal se desplazaba hacia arriba o hacia abajo para exponer la «versión» apropiada en la parte frontal, mientras que el panel de la cubierta posterior cubría la que no se usaba (pero a menudo no muy bien).
Hacia finales de la década de 1960, los avances en impresión y la tecnología de embalaje llevaron a la introducción de la funda «totalmente laminada». En lugar de la construcción en dos partes de la funda «envolvente», este método consiste en una pieza de un solo componente, que se imprime a todo color y está completamente laminada con las 'solapas' metidas dentro de la sección de la funda trasera. Este es el método generalmente utilizado para todos los lanzamientos posteriores en la era del vinilo y se considera superior no solo por la facilidad adicional permitida en el uso de un solo componente, sino también porque el acabado completamente laminado ofrece una protección mucho mejor contra la decoloración causada por la exposición a la luz natural.
Con la llegada de los discos de larga duración, la portada se convirtió en algo más que una simple envoltura de protección, pasando a ser una parte importante del marketing musical y de la experiencia de consumo. En la década de 1970 se hizo común incluir portadas con imágenes en los sencillos. Los coleccionistas buscan los singles con fundas ilustradas (especialmente de la década de 1960). Los LP en ocasiones contienen detalles en relieve, un efecto que rara vez se ve en las carátulas de los CD. El área de la etiqueta en el propio disco puede contener ilustraciones temáticas o personalizadas en lugar del diseño estándar del logotipo de la compañía discográfica.

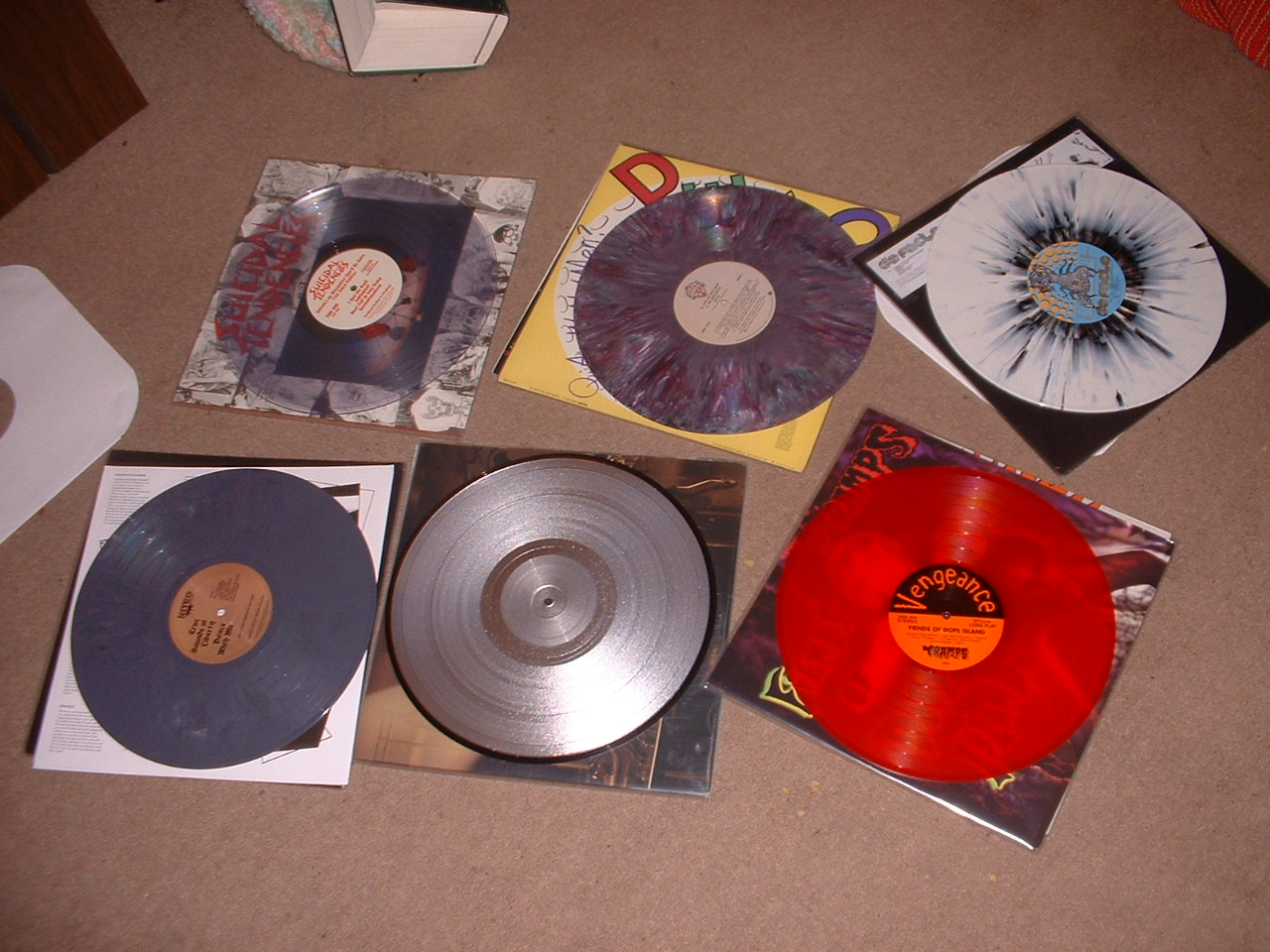
Conjunto de álbumes con distintas presentaciones

Los discos se fabrican en grandes plantas industriales, ya sean propiedad de las principales discográficas o dirigidas por operadores independientes a los que las compañías menores y los sellos independientes se dirigen para realizar tiradas más pequeñas. Una banda que está comenzando puede obtener algunos cientos de discos, mientras que los artistas con grandes ventas necesitan que las prensas funcionen a tiempo completo para fabricar los cientos de miles de copias necesarias para el lanzamiento de un gran álbum. Para la mayoría de las bandas de hoy, utilizando cualquiera de las grandes plantas de fabricación, no es rentable producir menos de mil copias. Realizar tiradas más cortas eleva el costo de producción casi prohibitivamente, debido a que los costos iniciales para hacer un disco son elevados en comparación con los costos iniciales para producir un disco compacto.

Los discos se venden generalmente a través de tiendas especializadas, aunque algunas grandes cadenas también tienen departamentos de discos. Muchos discos se venden en el momento de ser lanzados, pero es normal realizar pedidos especiales para discos menos comunes. Las existencias son caras, por lo que solo las grandes tiendas del centro de la ciudad pueden permitirse tener varias copias de un disco determinado. Sin embargo, la irrupción de los formatos digitales a partir de la década de 1990 supuso la drástica reducción del comercio de discos fonográficos, refugiado en tiendas especializadas, aunque las ventas de vinilos experimentó un sorprendente renacimiento en la segunda década del siglo XXI.
Si bien los discos generalmente se imprimen en vinilo negro liso, el álbum en sí tiene un aspecto mucho más ornamental. Esto puede incluir un color sólido (que no sea negro), decoración con salpicaduras, una apariencia de mármol o transparencia (ya sea incolora o teñida de un color). Algunos ejemplos de esto se pueden ver en la imagen de la derecha. Uno de los ejemplos más conocidos de esta técnica es la impresión en vinilo blanco del White Album de The Beatles.

## Sellos

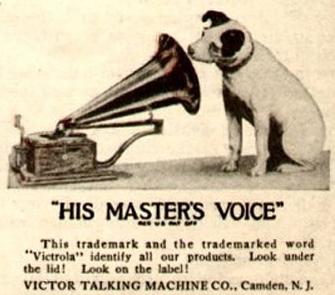
Logo de Victor (posteriormente RCA Records) con el perro Nipper

Las compañías discográficas organizaron sus productos mediante distintos sellos, identificadores de empresas subsidiarias o simplemente de una sola marca. Por ejemplo, EMI publicó registros bajo la etiqueta His Master's Voice (HMV) que era su marca de grabación clásica; o Harvest para sus producciones de rock progresivo (entre cuyos grupos se encontraba Pink Floyd). También tenían Music for Pleasure y Classics for Pleasure como sus etiquetas económicas. Así mismo, utilizó la marca Parlophone en el Reino Unido para los registros de The Beatles a principios de la década de 1960.
En la década de 1970, los músicos exitosos buscaron un mayor control de sus ingresos, y una forma de lograrlo fue crear sus propios sellos, aunque normalmente todavía eran operados por las grandes corporaciones musicales. Dos de los primeros ejemplos más conocidos fueron Apple Records de los Beatles y Swan Song Records de Led Zeppelin.
A finales de la década de 1970, el movimiento anárquico punk dio lugar a los sellos discográficos independientes, que no eran propiedad y ni siquiera estaban distribuidos por las principales corporaciones. En el Reino Unido, algunos ejemplos fueron Stiff Records, que publicó los discos de Ian Dury and the Blockheads; y 2 Tone Records, un sello creado para the Specials. Esto permitió que bandas más pequeñas pudieran darse a conocer sin tener que ajustarse a las rígidas reglas de las grandes corporaciones.

## Grabación casera

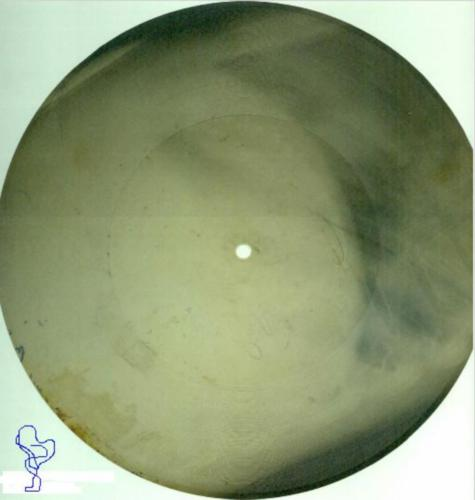
Un «hueso», un disco casero grabado sobre una radiografía

Un ejemplo de una máquina de «grabación instantánea», disponible para los entusiastas de las grabaciones en casa alrededor de 1929 o 1930, fue la máquina «Sentinel Chromatron». Este dispositivo era capaz de grabar discos de aluminio sin recubrimiento de una sola cara, que debían leerse con una aguja de fibra. Era una «tecnología bastante inestable» que producía una calidad de sonido deficiente en comparación con los discos de goma laca y rara vez se usó después de 1935.
RCA Victor introdujo las grabadoras de discos de fonógrafo para el hogar en octubre de 1930. Constaban de un gran brazo contrapesado, equipado con un imán en forma de herradura. Este tipo de cápsulas grabadoras también podían ser arrastradas por la aguja, lo que RCA aprovechó al diseñar un sistema de grabación casera que usaba discos «pre-ranurados» (incluyendo un surco totalmente liso). El material del que estaban hechos los discos (anunciado como «Victrolac») era suave, y permitía modular los surcos usando la cápsula con la aguja de grabación adecuada y un peso considerable colocado encima. Los discos tenían solo seis pulgadas de diámetro, por lo que el tiempo de grabación a 78 rpm era muy breve. Victor introdujo discos en blanco de mayor tamaño a finales de 1931, cuando RCA-Victor presentó el Radiola-Electrola RE-57. Estas máquinas eran capaces de grabar a 331⁄3 rpm así como a 78 rpm, permitiendo grabar directamente de la radio o con un micrófono de mano. El RAE-59 se vendió por unos considerables 350 dólares de la época, en un momento en que muchos fabricantes tenían problemas para encontrar compradores para radios de 50 dólares.
Las grabadoras caseras de discos de fonógrafo de la década de 1930 eran máquinas caras que pocos podían permitirse. Las máquinas más baratas, como la línea Recordio de Wilcox-Gay, se vendieron desde finales de la década de 1930 hasta principios de la de 1950. Funcionaban solamente a 78 rpm y eran similares en apariencia y no mucho más grandes que un fonógrafo portátil de la época. Un modelo de 1941 que incluía una radio se vendía por 39,95 dólares, aproximadamente el equivalente a 500 dólares de 2005. La fidelidad era adecuada para grabaciones de voz claras.
Desde la década de 1940 hasta la de 1970, estuvieron disponibles en algunos países las cabinas llamadas Voice-O-Graphs, que permitían al usuario grabar su propia voz en un disco cuando se insertaban unas monedas, localizadas a menudo en salas de juegos y atracciones turísticas junto con otras máquinas expendedoras y de juegos. El observatorio de la planta 86 del Empire State Building en Nueva York, Coney Island y Conneaut Lake Park en Filadelfia son algunas de las ubicaciones de tales máquinas. Gem Razors también creó miles de registros Voice-O-Graph gratuitos durante la guerra para que las tropas los enviaran a casa con sus familias.
En la ex Unión Soviética, los registros solían ser hechos en casa utilizando radiografías médicas desechadas. Estas grabaciones, generalmente promovidas por el movimiento semiclandestino samizdat, eran conocidas como «huesos» o «costillas», y por lo general eran copias ilegales de música popular prohibida por el gobierno. También se convirtieron en un medio de distribución popular entre las bandas de punk soviéticas. Esta situación fue propiciada por el alto costo y la baja disponibilidad del vinilo, porque la música punk fue suprimida políticamente y porque los medios editoriales estaban férreamente controlados.
Actualmente, dos empresas (Vestax y Vinylrecorder) ofrecen grabadoras de disco con un precio de cuatro cifras que permiten a los «usuarios profesionales experimentados» y entusiastas producir grabaciones de vinilo estéreo de alta fidelidad. La Gakken Company en Japón también ofrece el Emile Berliner Gramophone Kit, y aunque no graba discos reales, permite al usuario inscribir físicamente sonidos en un CD (o cualquier superficie plana y lisa) con una aguja y reproducirlos en cualquier máquina similar.
Un equipo de grabación doméstico aparecía en la película de los Hermanos Marx de 1941 titulada «Tienda de locos». Una grabación personalizada fue también el regalo sorpresa original de Navidad en la versión de 1931 de The Bobbsey Twins’ Wonderful Secret (cuando el libro fue reescrito en 1962 como The Bobbsey Twins' Wonderful Winter Secret, se convirtió en una película de 8 mm).